# Cyrtopogon ablautoides
Cyrtopogon ablautoides là một loài ruồi trong họ Asilidae. Cyrtopogon ablautoides được Melander miêu tả năm 1923. Loài này phân bố ở vùng Tân Bắc giới.